# 剱伎道
剱伎道（けんぎどう）は、殺陣師・俳優の島口哲朗が、殺陣やチャンバラを発展させて考案した芝居表現。殺陣師・俳優集団である「剱伎衆かむゐ」公式サイトからの引用によれば、「マーシャルアーツとしての『剱』（剣術）とパフォーミングアーツとしての『伎』（伎芸）を融合し、古来より継承されてきた日本の形式美と無形の精神性を究める『道』」と定義されている。

## 概要
2012年創設。
現在、日本を始めとする、イタリア、ポーランド、チェコ、リトアニア、ベラルーシ、アメリカなどで道場を展開中。
近年では元サッカー選手のロナウジーニョや、フランス俳優のジェラール・ドパルデューをはじめとする海外の著名人とも共演やサムライ指導なども行っている。オリジナルのサムライメソッドとして「剱伎道」「KENGIDO」を商標登録・国際特許を取得し日本を世界に発信している。

## 活動
2012年5月1日　剱伎道設立。
- 剱伎道 板橋本部クラス開講　(2012年5月～現在、板橋)

### 剱伎道支部クラス

#### 日本
- 「侍ミュージカルクラス（剱伎道クラス）」開講　(2015年、6月～現在/広尾ミュージカルスクールジュエリーキッズ)

※2016年「剱伎道クラス」へ改名。
- 剱伎道「月島支部クラス」開講　(2017年1月～現在、月島)
- 志木カルチャーセンター「剱伎道クラス」開講　(2019年、3月～現在/志木カルチャーセンター)

#### 海外
- 剱伎道「フィレンツェ海外支部クラス」 開講　(2018年10月～現在、イタリア・フィレンツェ)
- 剱伎道「チェコ(ツーハン)海外支部クラス」開講　(2019年、～現在　チェコ・ツーハン)

### オープンWS

#### 日本
- 剱伎道オープンワークショップ開始　(2015年2月より～現在月に一度開催)
- 剱伎道オープンワークショップキッズクラスオ開始　(2016年2月より～現在月に一度開催)
- 剱伎道大阪オープンワークショップ開始　(2019年、3月より～現在月に一度開催)
- 剱伎道会津ワークショップ開始　(2019年、5月より～現在 ※不定期開催)
- 剱伎道駒込オープンワークショップ開始　(2019年、9月より～現在)
- 剱伎道 Internationalワークショップ開始　(2019年、10月～現在)
- 剱伎道二本松ワークショップ開始　(2019年)

#### 海外
- 剱伎道ワークショップ　(2015年春、イタリア・フィレンツェ/氣道場)
- 大使館イベントにて、剱伎道ワークショップ　(2015年、ポーランド・ワルシャワ／TORWAR)
- 剱伎道ワークショップ　(2015年、ポーランド・ウッジ)
- 剱伎道ワークショップ （2015年、ポーランド・ワルシャワ/SOTO道場）
- 剱伎道ワークショップ　(2015年、アメリカ・オレゴン/ポートランドPSU)
- 創始島口哲朗による講演＆剱伎道ワークショップ　(2015年、オレゴン・ポートランド/ウィラメット大学)
- 剱伎道ワークショップ　(2015年、アメリカ・オレゴン/コーバリス　OSU)

- 高校訪問＆剱伎道ワークショップ　(2015年、ポーランド・ウッジ)
- 文化交流・剱伎道ワークショップ　(2015年、ロシア・サンクトぺテルブルグ／IMAF道場)
- 剱伎道ワークショップ　(2015年秋、イタリア・フィレンツェ/氣道場)

- 剱伎道ワークショップ（スタントマン、俳優などプロ向け中級クラス）　(2015年、ポーランド・ワルシャワ/SOTO道場)
- ポーランド・ウッジ市高校訪問＆剱伎道ワークショップ　(ポーランド・ウッジ)
- Mykdas大学にて創始島口による講演・演舞(かむゐ＆剱伎道)　(2015年、リトアニア・ビルニュス/Mykdas大学)
- 剱伎道ワークショップ　(2015年、リトアニア・ビルニュス/スクリス道場)
- ポーランド・SOTO道場にて地元の幼稚園スクールとの文化交流（2016年、ポーランド・ワルシャワ)
- 剱伎道ワークショップ （2016年、ポーランド・ワルシャワ/SOTO道場）
- 剱伎道ワークショップ　(2016年、イタリア・フィレンツェ/氣道場)
- 剱伎道ワークショップ　(2018年、チェコ・ツーハン）
- 剱伎道ワークショップ　(2019年、イタリア・パレルモ)
- 剱伎道ワークショップ　(2019年、イタリア・チヴィタノーヴァ・マルケ/Sigma Martial Arts)
- 剱伎道ワークショップ　(2019年、イタリア・イエジ)
- 剱伎道ワークショップ　(2019年、チェコ・ツーハン）

### 舞台
- 剱伎道公演「初陣」　(2017年、月島教育会館ホール)
- 剱伎道キッズ公演「SAMURAI KIDS 2019 ～ミライ～」　(2019年、月島社会教育会館ホール）
- 「Gilles de Rais ～ジル・ド・ドレ episodeⅠ 残光のリフレイン～」(かむゐ＆剱伎道)　(2015年)
- 「Gilles de Rais ～ジル・ド・レepisodeⅡ　フロイスの徴～」(かむゐ＆剱伎道)　(2015年10月・12月、浅草六区ゆめまち劇場)
- ヨーロッパ凱旋公演「ウタカタナセカイ」(かむゐ＆剱伎道)　(2016年 渋谷区 伝承ホール)
- 「Gilles de Rais ～ジル・ド・ドレ episode ZERO 狂愛のゼラニウム～」　(2017年)
- ヨーロッパ凱旋公演「ウタカタナセカイ」再演 (かむゐ＆剱伎道) (2017年 日本橋公会堂)

※他、客演にて多数の舞台公演に出演。

### イベント
- 千本桜祭り 出演　(2014年、舎人公園)
- 「食文化博 世界のグルメ名酒博2015」出演　(2015年、東京スカイツリー/スカイアリーナ)
- イクスピアリイベント 振付・出演(かむゐ＆剱伎道)　(2015年、舞浜イクスピアリ)
- 戸塚シンゴ ソロリサイタル公演に“けんまたい”として演舞　(2015年、四谷区民ホール)
- 「魂の剱伎道vol.1」イベント振付・出演(かむゐ＆剱伎道)　(2015年、三鷹R1スタジオ)
- リボンシティ夏祭りにて演舞　(2015年、リボンシティ川口)
- 「敬老会」にて演舞　(2015年、足立区老人ケアセンター)
- 「魂の剱伎道vol.2」イベント振付・出演(かむゐ＆剱伎道)　(2015年、三鷹R1スタジオ)
- 「魂の剱伎道vol.3」イベント振付・出演(かむゐ＆剱伎道)　(2016年、三鷹R1スタジオ)
- ボランティア演舞　(2016年、西新井ケアセンター)
- 川口ラ・フェスタ"YAEN"出演　(2016年、川口駅前野外ステージ)
- 舎人公園「千本桜まつり」出演(2016年、舎人公園)
- 鳩ヶ谷宿夏の陣“朝顔ほおずき市”出演　(2016年、鳩ヶ谷周辺 地蔵院)
- まどか西武柳沢老人ホームにて演舞　(2016年、まどか西武柳沢老人ホーム
- 舎人公園「千本桜まつり」出演(2017年、舎人公園)
- 川口リボンシティ夏祭り　(2017年、川口リボンシティレジデンス内)
- 「秋のふれあいフェスティバル」出演　(2017年、舎人公園)
- 「殺陣 TATE フェス！」出演　(2017年、武蔵野スイングホール)
- 月島社会教育会館サークル発表会(月島クラス出演)　(2018年、月島社会教育会館)
- 舎人公園「千本桜まつり」出演　(2018年、舎人公園)
- 鳩ヶ谷宿夏の陣“朝顔ほおずき市”出演　(2018年、鳩ヶ谷周辺 地蔵院)
- 「秋のふれあいフェスティバル」出演　(2018年、舎人公園)
- 舎人公園「千本桜まつり」出演(2019年、舎人公園)
- 鳩ヶ谷宿夏の陣“朝顔ほおずき市”出演　(2019年、鳩ヶ谷周辺 地蔵院)

### 海外ツアー
- 剱伎道公演　(2015年、オレゴン・ポートランド/ウィラメット大学)
- かむゐOSU公演(かむゐ＆剱伎道)　(2015年、オレゴン・ポートランド/Lasell Stewart Center)

#### 文化交流事業
- Code of The SAMURAI：Diamond Route Japan - Fukushima, Tochigi, Ibaragi 撮影　(2020年)

## サムライメソッド「剱伎道」教習項目
剱伎道では級位や段位を認定するものとして、帯の着用、また昇級、昇段審査が定められている。
|       | 教習項目                                                                                              | 帯 | 昇級審査               |
| ----- | --- | -- | ---------------------- |
| 10級  | ・礼(座礼・立礼) ・摺足(前・後・左・右・斜・斜後) ・抜刀・納刀 ・構え一                               | 白 | 10級～9級 審査有       |
| 9級   | ・構え二 ・基本連続〈壱〉(真向・袈裟・抜胴・斬上・突き) ・素振り(跳上) ・基本一～十〈壱〉             | 水 | 9級～8級 ※稽古内審査   |
| 8級   | ・手合わせ(正体・半身・移動(二種)) ・素振り(移動) ・天地(三種) ・構え三                               | 水 | 8級～7級 審査有        |
| 7級   | ・構え四 ・摺足(四方) ・手合わせ(移動(回転)) ・基本連続〈弐〉(真向・袈裟・抜胴・斬上・突き・真向切返) | 黄 | 7級～6級 ※稽古内審査   |
| 6級   | ・組手一 ・組手二                                                                                     | 黄 | 6級～5級 審査有        |
| 5級   | ・組手三 ・組手四(表・裏) ・素振り(転身)                                                              | 橙 | 5級～4級 ※稽古内審査   |
| 4級   | ・組手五 ・組手六 ・構え五 ・長物(槍・薙刀)基礎                                                       | 橙 | 4級～3級 審査有        |
| 3級   | ・組手七 ・組手八 ・組手九                                                                            | 緑 | 3級～2級 ※稽古内審査   |
| 2級   | ・組手一(改) ・組手三(改) ・基本一～十〈座〉 ・組手十                                                 | 緑 | 2級～準1級 審査有      |
| 準1級 | ・2級までの全てのメニュー ・振付                                                                      | 茶 | 準1級～1級 ※稽古内審査 |
| 1級   | ・基本連続〈参〉 ・組手十一 ・組手十二                                                                | 茶 | 1級～初段(黒帯) 審査有 |